# Azarni Callwood
Azarni Callwood (* 21. September 2006) ist ein Fußballspieler von den Britischen Jungferninseln, der auf der Position eines Stürmers zum Einsatz kommt.

## Vereins- und Schulkarriere
Azarni Callwood stammt aus dem Schulprogramm der British Virgin Islands Football Association (BVIFA) und nahm mit Auswahlmannschaften dieses Programms zum Teil auch an internationalen Nachwuchsturnieren teil. 2018 etwa spielte er mit einer U-11-Auswahl der Britischen Jungferninseln bei einem Turnier in Barcelona, an dem zahlreiche andere internationale Nachwuchsmannschaften teilnahmen. Mit seinem Team belegte er den elften Platz, nachdem fünf Spiele gewonnen, eines unentschieden gespielt und zwei verloren wurden. Im Januar 2019 nahm er mit einer U-12-Auswahl an einem Nachwuchsturnier in Puerto Rico teil. Seine Vereinskarriere startete Callwood beim One Caribbean FC, für den er ab 2021 auch in der Herrenmannschaft mit Spielbetrieb in der BVIFA National Football League aktiv war. Nachdem er für den Klub von der Insel Tortola bis 2022 aktiv gewesen war, schloss er sich im darauffolgenden Jahr dem ebenfalls auf Tortola spielenden Ligakonkurrenten Rebels FC an. Davor hatte er mit One Caribbean lediglich den letzten Tabellenplatz in der höchsten Fußballliga der Inselgruppe belegt.

## Nationalmannschaftskarriere
Nachdem er bereits seit frühester Jugend an internationalen Nachwuchsturnieren teilgenommen hatte, vertrat er 2019 die Britischen Jungferninseln bei der CONCACAF U-15-Meisterschaft. Während des Turniers kam er in drei der fünf Spiele seiner Mannschaft zum Einsatz und erzielte dabei einen Treffer. Mit der Mannschaft belegte er den ersten Platz in der Gruppe J der 3. Division und besiegte im Finale der Division 3 die Alterskollegen aus Sint Maarten klar mit 7:0.
Um das Jahr 2022 nahm er an Spielen der U-17-Auswahl der Britischen Jungferninseln teil und war Teil eines Kaders, der im Mai 2022 an einer Tour auf den Turks- und Caicosinseln teilnahm. Im Sommer 2022 nahm er an einer Reihe von U-17-Spielen auf Saint Thomas teil, wobei er auch mehrmals als Torschütze aufzeigen konnte. Dies war eine Vorbereitung auf die Ende August 2022 startende Qualifikation zur CONCACAF U-17-Meisterschaft 2023. In der von Ende August bis Anfang September 2022 stattfindenden Qualifikation belegten die Britischen Jungferninseln mit vier Punkten aus fünf Spielen den fünften und damit vorletzten Platz der Gruppe A.
Sein Debüt in der A-Nationalmannschaft der Britischen Jungferninseln gab Callwood am 23. März 2023 anlässlich des letzten Gruppenspiels der CONCACAF Nations League 2022/23, als er in der 78. Spielminute für Robert Green eingewechselt wurde. Erst wenige Wochen zuvor war er von Chris Kiwomya erstmals in die Nationalelf einberufen worden. Die Britischen Jungferninseln verloren das Spiel gegen Puerto Rico mit 1:3 und belegten im Endklassement der Liga 3 in der Gruppe C4 den letzten Platz.